# Theridion spinigerum
Theridion spinigerum là một loài nhện trong họ Theridiidae.
Loài này thuộc chi Theridion. Theridion spinigerum được William Joseph Rainbow miêu tả năm 1916.